# Qax İngiloy
Qax İngiloy è un comune dell'Azerbaigian situato nel distretto di Qax. Conta una popolazione di 1 792 abitanti.